# Comuna de Łańcut
Łańcut (polaco: Gmina Łańcut) é uma gminy (comuna) na Polónia, na voivodia de Subcarpácia e no condado de Łańcucki. A sede do condado é a cidade de Łańcut.
De acordo com os censos de 2004, a comuna tem 20 216 habitantes, com uma densidade 189,6 hab/km².

## Área
Estende-se por uma área de 106,65 km², incluindo:
- área agricola: 83%
- área florestal: 5%

## Demografia
Dados de 30 de Junho 2004:
|                      | Total   | Total | Mulheres | Mulheres | Homens  | Homens |
| -------------------- | ------- | ----- | -------- | -------- | ------- | ------ |
|                      | pessoas | %     | pessoas  | %        | pessoas | %      |
| População            | 20 216  | 100   | 10 330   | 51,1     | 9886    | 48,9   |
| Densidade (pop./km²) | 189,6   | 100   | 96,9     | 96,9     | 92,7    | 92,7   |

De acordo com dados de 2002, o rendimento médio per capita ascendia a 1236,73 zł.

## Subdivisões
- Albigowa, Cierpisz, Głuchów, Handzlówka, Kosina, Kraczkowa, Rogóżno, Sonina, Wysoka.

## Comunas vizinhas
- Białobrzegi, Chmielnik, Czarna, Gać, Krasne, Łańcut, Markowa, Przeworsk